# Utagawa Kunisada
Utagawa Kunisada  ( 歌川国貞 ?), conosciuto anche come  Utagawa Toyokuni III ( 三代歌川豊国 ?) (Edo, 1786 – Edo, 12 gennaio 1865) è stato un disegnatore giapponese.

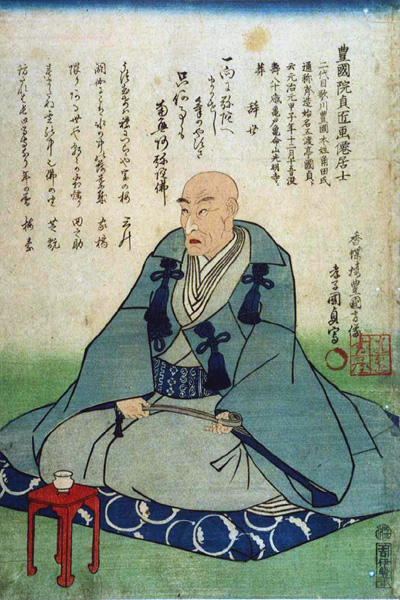
Ritratto di Utagawa Kunisada, all'età di 80 anni, datato gennaio 1865. Questa silografia commemorativa fu disegnata dal suo principale studente Kunisada II ed è una delle poche immagini conosciute di Kunisada.

Fu uno dei più famosi disegnatori di stampe su blocchi di legno Ukiyo-e del Giappone del XIX secolo. È stato a capo di una delle più importanti scuole di stampa xilografica giapponese, la Scuola Utagawa.
Ai suoi tempi, la sua reputazione superava di gran lunga quella dei suoi contemporanei, Hokusai, Hiroshige e Kuniyoshi.

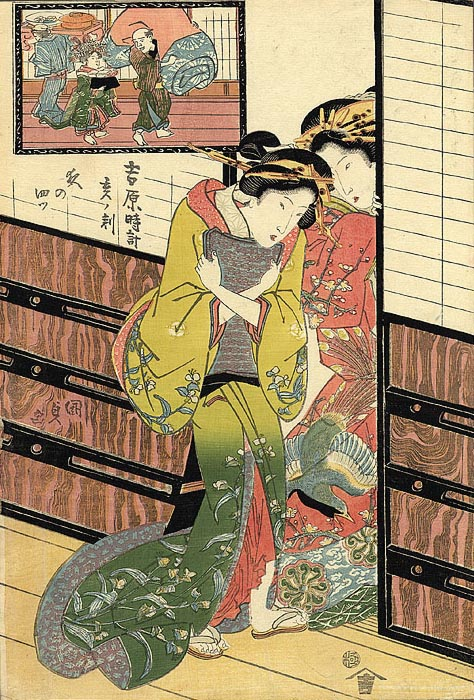
Le ore dello Yoshiwara, 1818, da une delle famose prime serie bijin-ga di Kunisada

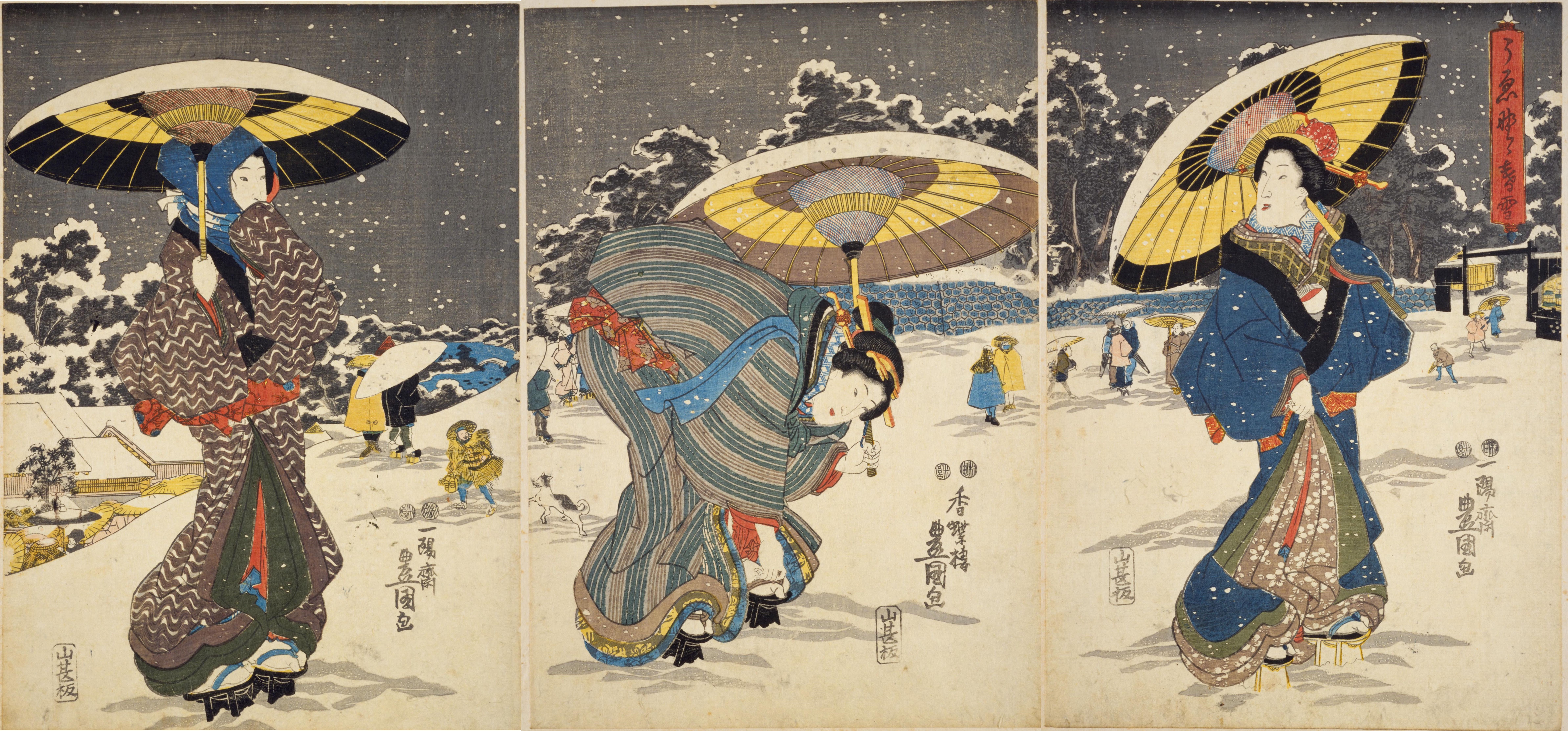
Nevicata al crepuscolo a Ueno, famoso esempio di disegno misto di bellezze e paesaggio, circa 1850

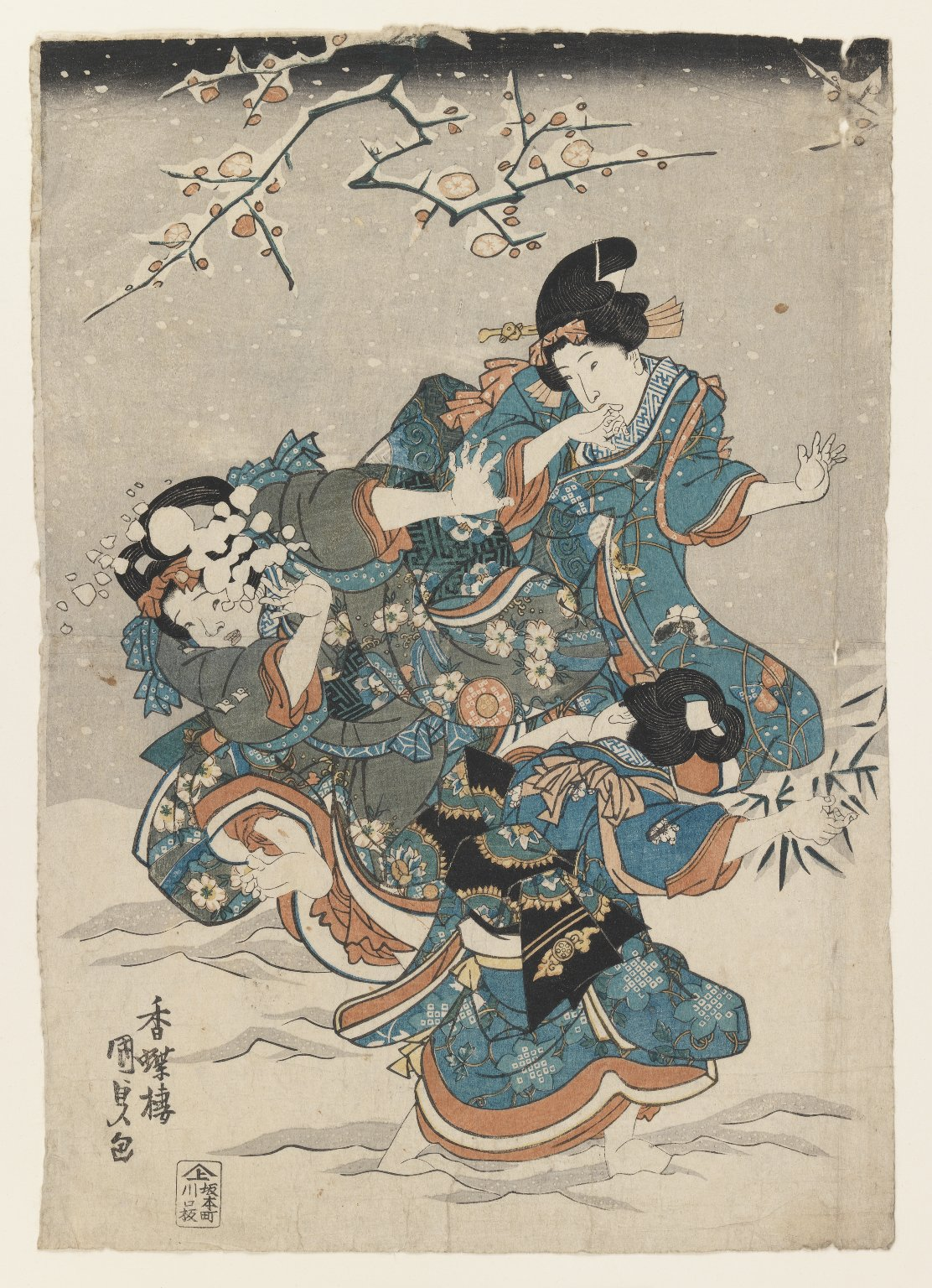
Scena innevata

## Biografia
Sebbene non si sappia molto dei dettagli della vita di Kunisada, ci sono alcune registrazioni ben consolidate di eventi particolari. Nacque nel 1786 a Honjo, un distretto orientale di Edo. Il suo nome di battesimo era Sumida Shōgorō IX (角田庄五朗), ed era anche chiamato Sumida Shōzō (角田庄蔵). Un piccolo servizio di traghetti autorizzato ed ereditario apparteneva alla sua famiglia, e il reddito derivante da questa attività forniva una certa sicurezza finanziaria di base. Suo padre, che era un poeta dilettante di una certa fama, morì l'anno dopo la sua nascita. Durante la crescita, ha sviluppato un precoce talento per la pittura e il disegno. I suoi primi schizzi in quel periodo impressionarono Toyokuni, il grande maestro della scuola di Utagawa e illustre disegnatore di kabuki e stampe di ritratti di attori. Nell'anno 1800 o poco dopo Kunisada fu accettato da Toyokuni I come apprendista nel suo laboratorio. In linea con una tradizione dei rapporti tra maestro e apprendista giapponese, gli fu poi dato il nome d'artista ufficiale di "KUNI-sada", il cui primo carattere derivava dalla seconda parte del nome "Toyo-KUNI".
La sua prima stampa conosciuta risale all'anno 1807; tuttavia questa sembra essere stata un'opera eccezionale e ulteriori stampe a grandezza naturale compaiono solo a partire dal 1809-1810. A partire dal 1808 aveva già iniziato a lavorare come illustratore di e-hon (libri illustrati con xilografia) e la sua popolarità crebbe rapidamente. Nel 1809 fu indicato nelle fonti contemporanee come "l'attrazione principale" della scuola Utagawa, e poco dopo fu considerato almeno pari al suo maestro Toyokuni nell'area dell'illustrazione di libri. I primi ritratti di attori di Kunisada apparvero nel 1808 o nel 1809. È noto che la sua prima serie "bijin-ga" e una serie di pentattici di scene urbane di Edo, appaiono contemporaneamente nel 1809. Nel 1813 era diventato una "stella " nella costellazione del mondo artistico di Edo; un elenco contemporaneo dei più importanti artisti ukiyo-e lo colloca al secondo posto dietro Toyokuni I. Kunisada rimase uno dei "trascinatori" della xilografia giapponese fino alla sua morte all'inizio del 1865.
A partire dal 1810 circa, Kunisada usò il nome dello studio "Gototei", che si riferisce in modo criptico all'attività di traghetti di suo padre. Fino al 1842 questa firma appariva su quasi tutti i suoi disegni kabuki. Intorno al 1825 apparve il nome dello studio "Kochoro", spesso usato su stampe non legate al kabuki. Questo nome deriva da una combinazione degli pseudonimi del maestro pittore Hanabusa Itcho e quello del suo successore Hanabusa Ikkei, con il quale Kunisada aveva studiato un nuovo stile di pittura intorno al 1824-1825. Nel 1844, infine, adottò il nome del suo maestro Toyokuni I e per un breve periodo utilizzò la firma "Kunisada che diventa Toyokuni II". A partire dal 1844-1845, tutte le sue stampe sono firmate "Toyokuni", in parte con l'aggiunta di altri nomi di studio come prefissi, come "Kochoro" e "Ichiyosai". Sebbene Kunisada si riferisse a se stesso come "Toyokuni II", deve essere considerato, tuttavia, come "Toyokuni III". La questione è aperta sul perché abbia intenzionalmente ignorato Toyoshige, allievo e genero di Toyokuni I e che aveva portato il nome "Toyokuni", come legittimo capo della scuola Utagawa, dal 1825 fino alla sua morte nel 1835. Verso la fine della sua vita iniziò a registrare la sua età con la sua firma sulle sue stampe.
La data della morte di Kunisada fu il 15º giorno del 12º mese del Primo Anno di Genji. La maggior parte delle fonti riporta erroneamente che questo sia stato nell'anno 1864, sebbene questa data nel calendario giapponese corrisponda alla data 12 gennaio 1865 nel calendario gregoriano. Kunisada morì nello stesso quartiere in cui era nato.

## Attività artistica

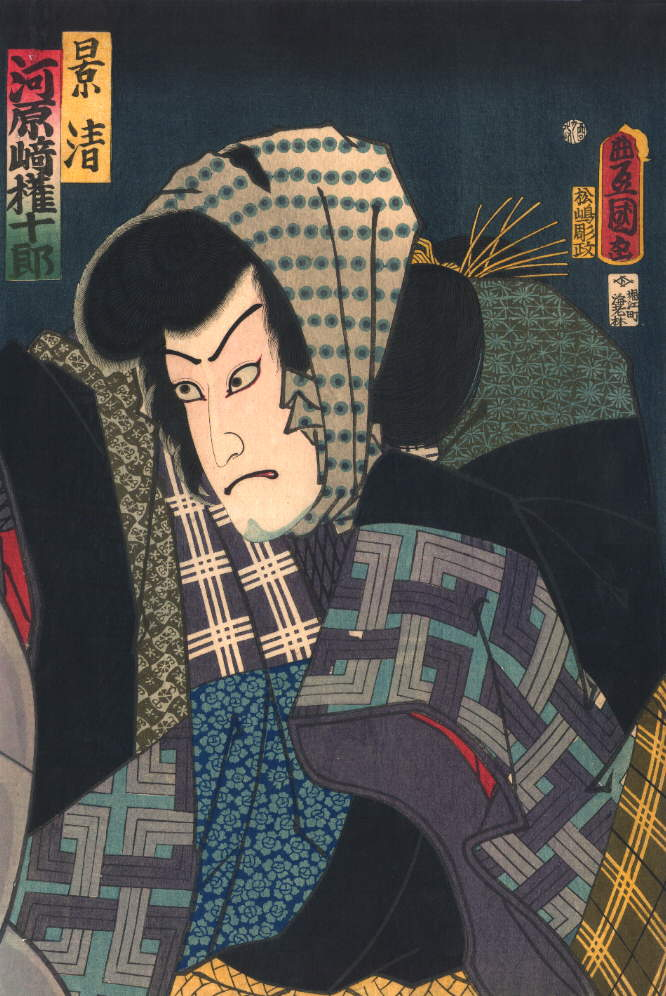
Ritratto dell'attore kabuki Kawarazaki Gonjuro I (1861)

Quasi dal primo giorno della sua attività, e anche al momento della sua morte nel 1865, Kunisada fu un trendsetter nell'arte della xilografia giapponese. Sempre all'avanguardia del suo tempo, e in sintonia con i gusti del pubblico, ha continuamente sviluppato il suo stile, che è stato talvolta radicalmente modificato, e non ha aderito ai vincoli stilistici imposti da nessuno dei suoi contemporanei. La sua produttività era straordinaria. Sono stati catalogati circa 14.500 disegni individuali (polittico set contati come un unico disegno) corrispondenti a più di 22.500 fogli singoli. Sembra probabile, sulla base di queste cifre, che Kunisada abbia effettivamente prodotto tra i 20.000 e i 25.000 disegni per stampe xilografiche durante la sua vita (cioè da 35.000 a 40.000 fogli singoli).

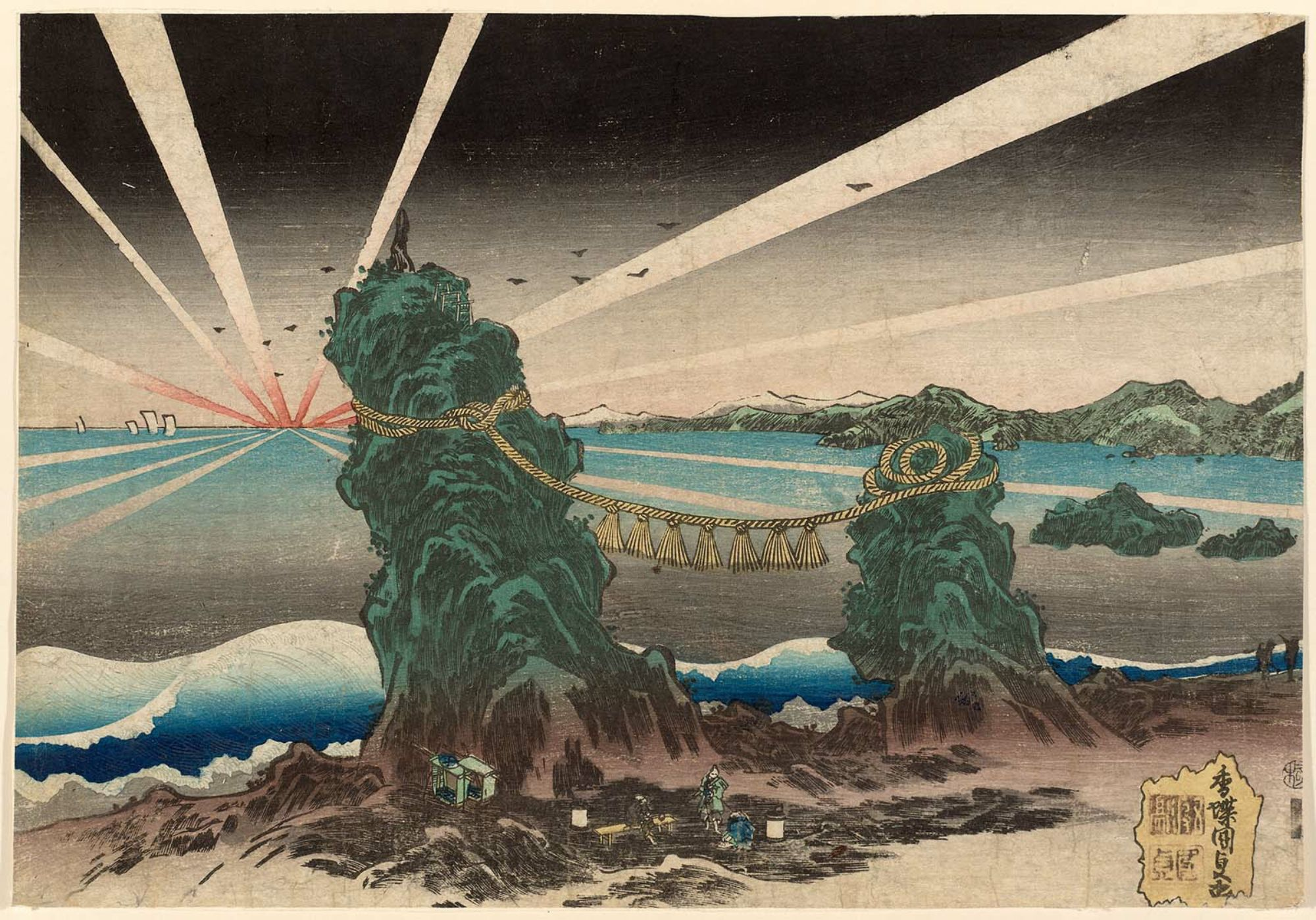
Crepuscolo a Futamigaura, stampa di paesaggi marini di Kunisada, c. 1830

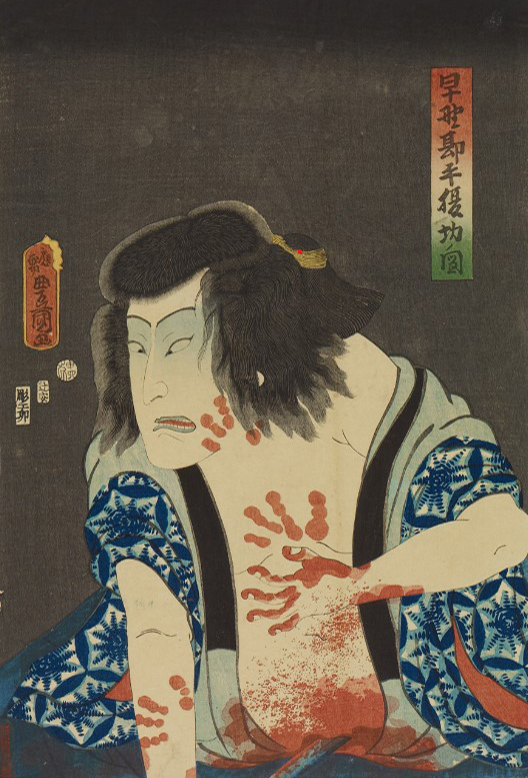
Ritratto Kunisada di Nakamura Fukusuke I come Hayano Kanpei

Seguendo lo schema tradizionale della scuola Utagawa, l'occupazione principale di Kunisada erano il kabuki e le stampe di attori, e circa il 60% dei suoi disegni rientra in questa categoria. Tuttavia era anche molto attivo nell'area delle stampe bijin-ga (che comprendono circa il 15% delle sue opere complete), e il loro numero totale era molto più alto di qualsiasi altro artista del suo tempo.
Dal 1820 al 1860 dominò anche il mercato dei ritratti di sumo lottatori. Per lungo tempo (1835-1850) ebbe un monopolio quasi completo sul genere di stampe relative a The Tale of Genji; fu solo dopo il 1850 che altri artisti iniziarono a produrre disegni simili. Degno di nota è anche il numero dei suoi surimono, e sebbene siano stati progettati quasi esclusivamente prima del 1844, pochi artisti erano meglio conosciuti in questa zona.

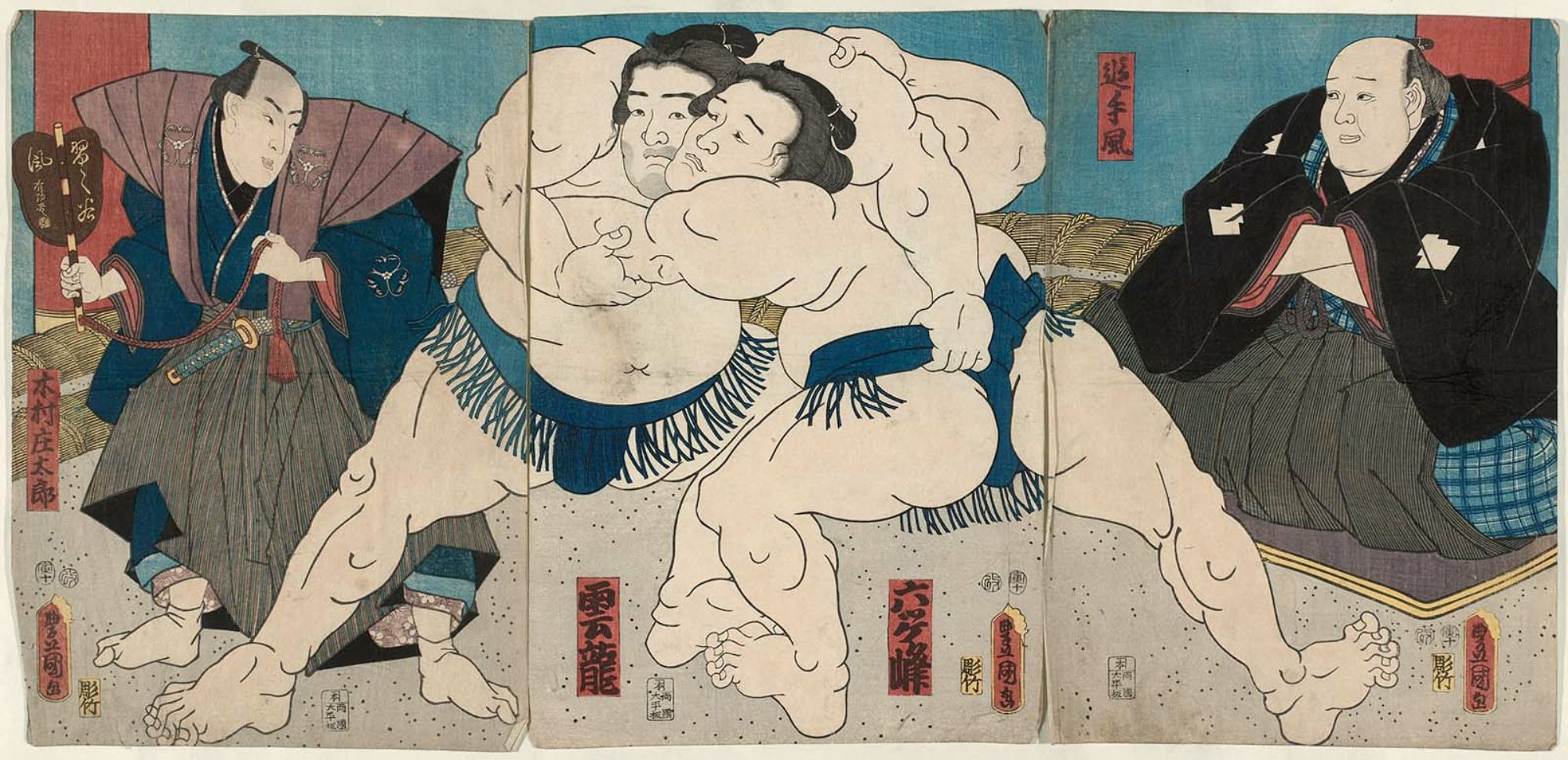
Scena di lotta di sumo, trittico di stampe di Kunisada, c. 1851

I dipinti di Kunisada, commissionati privatamente, sono poco conosciuti, ma possono essere paragonati a quelli di altri maestri della pittura ukiyoe. Anche la sua attività di illustratore di libri è in gran parte inesplorata. Non era meno produttivo nell'area di ehon di quanto non fosse nelle stampe a grandezza naturale, e notevoli tra le sue stampe di libri sono le immagini shunga, che sono apparse in numerosi libri. A causa della censura, sono firmati solo sul frontespizio con il suo alias "Matahei". Le stampe di paesaggi e musha-e (stampe di guerrieri samurai) di Kunisada sono rare e sono noti solo circa 100 disegni in ciascuno di questi generi. Ha effettivamente lasciato questi due campi per essere coperti rispettivamente dai suoi contemporanei Hiroshige e Kuniyoshi.

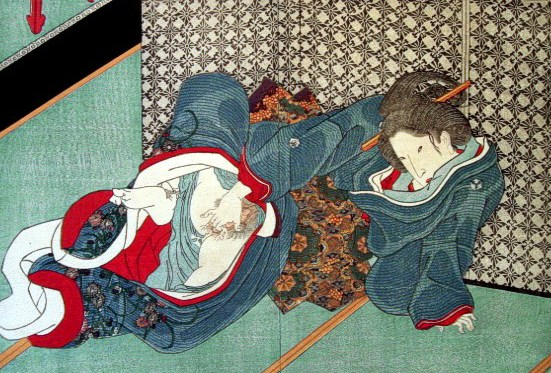
"Shunga" stampa erotica di Kunisada

La metà degli anni 1840 e l'inizio degli anni 1850 furono un periodo di espansione in cui le stampe xilografiche erano molto richieste in Giappone. Durante questo periodo Kunisada ha collaborato con uno o entrambi Hiroshige e Kuniyoshi in tre serie principali e in una serie di progetti più piccoli. Questa cooperazione è stata in gran parte motivata politicamente al fine di dimostrare solidarietà contro le norme di censura intensificate delle Riforme Tenpō. Sempre a partire dalla metà degli anni Cinquanta esistono serie in cui singole parti di disegni (e talvolta fogli interi) sono firmate dagli studenti di Kunisada; questo è stato fatto con l'intenzione di promuovere il loro lavoro come artisti individuali. Notevoli studenti di Kunisada includevano Toyohara Kunichika, Utagawa Sadahide e Utagawa Kunisada II.
La maggior parte del lavoro di Kunisada riguardava attori ritratti in commedie popolari attuali; la maggior parte del resto era di donne all'ultima moda. I lavori erano datati con mode in rapida evoluzione e c'era una richiesta costante di nuove stampe per sostituire quelle obsolete.

## Critica ed eredità
Kunisada ha avuto una carriera di spicco di cinque decadi, durante la quale il suo lavoro è stato sempre straordinariamente popolare e venduto a migliaia di esemplari, permettendogli di diventare il designer di xilografie giapponesi più coronato di successo di tutti i tempi.
Un noto aneddoto registrato in Biografie degli artisti della scuola Utagawa di Iijima Kyoshin, scritto all'inizio degli anni '90 dell'800, racconta che il giovane Kuniyoshi, dopo aver languito per anni come artista, una volta osservò Kunisada, di dieci anni più vecchio e già un artista enormemente popolare, vestito con abiti ricchi e intrattenendosi con gioia con una bella geisha lungo le strade di Edo. Spinto dall'invidia, Kuniyoshi giurò di rinnovare la devozione alla sua arte e in seguito ottenne il successo che bramava.
Kunisada era così famoso che, per aiutare il suo amico Hiroshige a promuovere la prima edizione de Le cinquantatré stazioni della Tokaido, progettò una propria serie della Tokaido, aggiungendo una delle sue famose bellezze in primo piano a ciascuno dei paesaggi di Hiroshige.
I critici dell'inizio del XX secolo sono stati riluttanti a dichiarare meriti nel suo lavoro, in particolare quello dell'ultimo. È solo con gli anni '90 che il lavoro di Kunisada ha riguadagnato un ampio apprezzamento, con la comparsa della panoramica di Jan van Doesburg sullo sviluppo artistico di Kunisada e l'ampio studio di Sebastian Izzard, che hanno chiaramente rivelato Kunisada come uno dei "giganti "della stampa giapponese. Al giorno d'oggi, Kunisada è di nuovo ben considerato come uno dei principali maestri dell'arte ukiyo-e.
La sua visione gotica, sempre all'avanguardia per il suo periodo e in sintonia con i gusti del pubblico gli ha permesso di sviluppare continuamente il suo stile senza aderire ai vincoli stilistici imposti da nessuno dei suoi contemporanei e senza deteriore la qualità della sua arte malgrado una produttività incredibile.

## Collezioni
Mostre recenti:
- Un terzo genere, Royal Ontario Museum & Japan Society, 2017
- Resa dei conti!, MFA Boston, 2016
- Utagawa, Brooklyn Museum of Art, 2008
- Vivere per il momento: stampe giapponesi dalla collezione di Barbara S. Bowman, LACMA, 2006
- Nihon Fūzokue. Mode e luoghi nelle immagini del Giappone Edo-Meiji, Fondazione Palazzo Coronini Cronberg, 2022